# Casamento nuncupativo
Casamento nuncupativo é aquele realizado quando um dos contraentes está em iminente risco de morte e não há tempo para a celebração do matrimônio dentro das conformidades previstas pelo código civil de 2002.
Nuncupativo vem do latim nuncupativu refere-se ao ato nominal, vocal, oral, de designar solenemente.
Para o reconhecimento desta forma de união é necessário que haja, além da comprovação da urgência, a presença, no ato da celebração, de seis testemunhas, sem relação de parentesco para com os nubentes na linha reta, ou na colateral até o segundo grau, que deverão dirigir-se a autoridade mais próxima no período máximo de 10 dias para validar a união, pedindo que lhes tome por termo a declaração de: 
a) que foram convocados por parte do enfermo;
b) que este parecia em perigo de vida, mas em seu juízo; 
c) que, em sua presença, declararam os contraentes, livre e espontaneamente, receber-se por marido e mulher.
Ademais, instaura-se um procedimento de jurisdição voluntária, no qual deve intervir o Ministério Público. Por conseguinte, após autuação do pedido e tomadas das declarações, o juiz (da autoridade judicial mais próxima) procederá às diligências necessárias para analisar se os contraentes podiam ter-se habilitado, na forma ordinária, ouvidos os interessados que o requererem, dentro em quinze dias (art. I . 541 , § 1º, do CC). Conforme a imposição da Lei n.º 6.015/73  e dos artigos 1.540 e 1.541 do Código Civil.
Após o citado processo, caso se verifique a idoneidade dos cônjuges para o ato, o casamento será considerado válido, assim, se não houver recurso voluntário válido contra a decisão, o juiz mandará registrar a união no livro do Registro dos Casamentos. Assim lavrado, retrotrairá os efeitos do casamento, quanto ao estado dos cônjuges, à data da celebração, possuindo assim efeitos ex tunc. 
Em contrapartida, serão dispensadas as formalidades referentes à validação deste tipo de casamento mediante a convalescênça do enfermo e posterior ratificação do mesmo, na presença de autoridade competente e do oficial do registro.
De tal forma, consigne-se que essa maneira de casamento não poderá ser utilizada com o intuito de enriquecimento sem causa, o que pode motivar a decretação da sua nulidade absoluta, por fraude à lei imperativa (art. 1066, VI, do CC), assim como ocorrerá se a união decorrer de simulação absoluta. 
Este tipo de união não deve ser confundida com o Casamento em caso de moléstia grave, embora seja bem semelhante, uma vez que não há a presença de uma autoridade celebrante no ato, prevista em lei, ao contrário da modalidade prevista no artigo 1.539 do Código Civil.
O casamento nuncupativo é uma das maneiras de assegurar ao cidadão o seu direito à união com as garantias previstas  pelas leis nacionais. Sendo assim, não sendo respeitados os requisitos constantes desses dispositivos, o casamento deve ser tido como ineficaz, não gerando efeitos, como  no caso de desrespeito à forma e às solenidades.
1. ↑  Tartuce, Flávio (2016). Manual de Direito Civil. São Paulo: Método. pp. páginas 1223 e 1224